# BMG Ricordi
Il gruppo BMG Ricordi Music Publishing Italia è stata una società di edizioni musicali nata nel 1994 dalla fusione di:
- Edizioni BMG, acronimo di Bertelsmann Music Group Ariola, nata dall'acquisizione nel 1990 da parte del gruppo editoriale tedesco Bertelsmann della divisione italiana della RCA Italiana fondata nel 1949; ha pubblicato oltre 40.000 canzoni italiane, 220.000 internazionali e circa 1.000 colonne sonore originali;[1]
- Edizioni Ricordi, che iniziò l'attività editoriale a Milano nel 1808 e negli anni trenta cominciò a dedicarsi anche alla musica leggera, fino a pubblicare oltre 17.000 canzoni originali italiane e più di 100.000 straniere. Nel 1958 da essa nasce la casa discografica Dischi Ricordi.

Era il primo gruppo in Italia nel campo dell'editoria musicale, per fatturato e per cataloghi amministrati. 
Nel 2004, a seguito della fusione tra Sony Music e BMG, le attività del gruppo continuano sotto il nome di Sony BMG Music Entertainment.